# Elke Böhr
Elke Böhr, geborene Olshausen, (* 10. März 1943 in Apenrade) ist eine deutsche Klassische Archäologin.

## Leben
Elke Böhr studierte seit dem Wintersemester 1969/70 an der Universität Kiel Klassische Archäologie, Vor- und Frühgeschichte und Alte Geschichte, seit dem Wintersemester 1971/72 studierte sie an der Universität Tübingen, wo sie im Dezember 1976 bei Ulrich Hausmann mit einer Arbeit über den Schaukel-Maler promoviert wurde.
Ihr Forschungsgebiet sind die griechischen Vasen. Neben der grundlegenden Arbeit zum Schaukel-Maler bearbeitete sie vier Bände des Corpus Vasorum Antiquorum Deutschland und veröffentlichte zahlreiche Aufsätze. Eines ihrer Themen ist auch der Import griechischer Keramik nördlich der Alpen. Teilweise zusammen mit ihrem Mann Hans-Joachim Böhr verfasste sie Beiträge zu naturkundlichen Themen, zu Darstellungen von Vögeln, Bäumen und Cerviden in der griechischen Vasenmalerei. Sie verfasste auch drei archäologische Kinderbücher. Sie ist korrespondierendes Mitglied des Deutschen Archäologischen Instituts.

## Schriften
- Der Schaukelmaler (= Forschungen zur antiken Keramik, Reihe II: Kerameus. Bd. 4). Zabern, Mainz 1982, ISBN  3-8053-0413-7
- Corpus Vasorum Antiquorum. Deutschland Bd. 52. Tübingen, Antikensammlung des Archäologischen Instituts der Universität, Bd. 4. C. H. Beck, München 1984, ISBN 3-406-30181-9
- Corpus Vasorum Antiquorum. Deutschland Bd. 63. Mainz, Universität, Bd. 2, C. H. Beck, München 1993, ISBN 3-406-36544-2
- Corpus Vasorum Antiquorum. Deutschland Bd. 74. Berlin, Antikensammlung ehemals Antiquarium, Bd. 9: Attisch rotfigurige Hydrien, attische Firnis-Hydrien, C. H. Beck, München 2002. ISBN 3-406-49044-1
- Corpus Vasorum Antiquorum. Deutschland Bd. 98. München, Antikensammlungen ehemals Museum Antiker Kleinkunst, Bd. 18: Attisch bilingue und rotfigurige Schalen, C. H. Beck, München 2015. ISBN 978-3-406-67748-9

Kinderbücher
- Orpheus. Der Sänger aus Thrakien. Zabern, Mainz 1980, ISBN  3-8053-0450-1
- mit Susanne Pfisterer-Haas: Odysseus. Ein archäologisches Kinderbuch. Zabern, Mainz 2006, ISBN 978-3-8053-3616-1
- mit Susanne Pfisterer-Haas: Herakles. Heldentaten und Abenteuer. Zabern, Mainz 2008, ISBN  978-3-8053-3920-9